# レモンエゴマ
レモンエゴマ（学名: Perilla citriodora）は、シソ科シソ属の一年草である。葉をちぎったり、揉むとレモン様の香りがする｡

## 特徴
茎は四角形で直立し、高さは20 - 90 cmになり、分枝し、下向きに曲がった短い軟毛が密に生える。葉は対生し、葉身は広楕円状卵形で、長さ7 - 12 cm、幅5 - 8 cmになり、先はとがり、縁には基部を除いて鋸歯があり、基部は円形または広いくさび形になり、長さ7 - 12 cmになる葉柄がある。葉質はやや薄く、表面に軟毛が生え、長毛は無い。裏面には腺点があり、裏面葉脈上に軟毛が生える。しばしば葉の裏面、葉脈、葉柄が赤紫色を帯びることがある。
花期は8月から10月。茎先に長さ10 - 18 cmになる花穂をつくり、1花穂あたり60から80の花をつける。苞は花柄より短く、先のとがった横長の扁円形で、長さ4 - 5 mm、幅3.5 - 4.5 mm、縁に長毛がまばらに生える。苞の縁に広い白色の部分があり、そのため開花前の花穂は白っぽく短い。苞は大部分が早落性で、果実期には大部分が脱落する。萼は鐘形で5歯あり、長さは3 - 4 mmあり、長い軟毛と短毛が生え、果期には長さ6 - 7 mmに伸びる。花冠は長さ4 - 5 mmになる2唇形で、淡紅色になる。雄蕊は4個あって、花冠からわずかに超出し、葯の色は赤紫色になる。雌蕊は1個ある。果実は扁球形の分果で、径1.2 - 1.5 mmになり、褐色で網紋がある。染色体数は2n=20。

## 分布と生育環境
日本固有種と考えられてきたが、中国大陸から発見されている。日本では、本州の宮城県以南の太平洋側、四国、九州に分布し、山野の半日陰に生育する。

## 名前の由来
和名レモンエゴマは、牧野富太郎 (1914) による命名である。牧野 (1914) は、エゴマの新品種 Perilla ocymoides L. f. citriodora を記載した際、「タイプ種（P. ocymoides: エゴマのシノニム）に似ているが、レモンのように非常に心地よい香りがする」とし、和名を Lemon-egoma (nov.). とした。タイプ標本は、牧野 (1913) が高尾山で採集したもの。
種小名（種形容語）citriodora は「レモンの香りのする」の意味。中井猛之進 (1917) が独立種とし、牧野が記載した品種名 citriodora を種小名とした。

## 分類
本種を含む日本に分布するシソ属については、1種にまとめる意見があり、平凡社刊行の旧『日本の野生植物』や保育社刊行の『原色日本植物図鑑』ではそのように扱っている。栽培種であるエゴマを基本変種 Perilla frutescens var. frutescens とし、同じ栽培種であるシソを変種 var. crispa、野生種レモンエゴマを変種 var. citriodara、野生種トラノオジソを変種 var. hirtella としている。
一方、伊藤美千穂 (1999) および平凡社刊行の『改訂新版 日本の野生植物 5』では、野生種3種、すなわち、本種 P. citriodara、トラノオジソ P. hirtella、1996年記載のセトエゴマ P. setoyensis をそれぞれ独立種として扱い、栽培種のエゴマおよびシソは1種1変種としており、でも同様に扱っている。
本種の葉の基部に鋸歯はなく、花は淡紅色。トラノオジソの葉には基部から鋸歯があり、花は淡紅紫色、植物体全体に異臭はあるがレモンのような香気はない。セトエゴマの花は白色。エゴマの花は白色で小さく、植物体全体に特異な臭気がある。

## 利用
本種の葉に含まれる精油は水蒸気蒸留によって抽出され、レモン油と称して香料に利用された。かつてはシトラールの原料として注目されたが、現在では利用されることは少ないという。本種の主成分は、シトラール約50%、ペリラケトン、エゴマケトン、ナギナタケトンなどであり、ペリラケトンには殺菌作用があり、たむしに効果がある。秋に生の葉を採取し、そのしぼり汁を患部に直接塗布する。

## ギャラリー

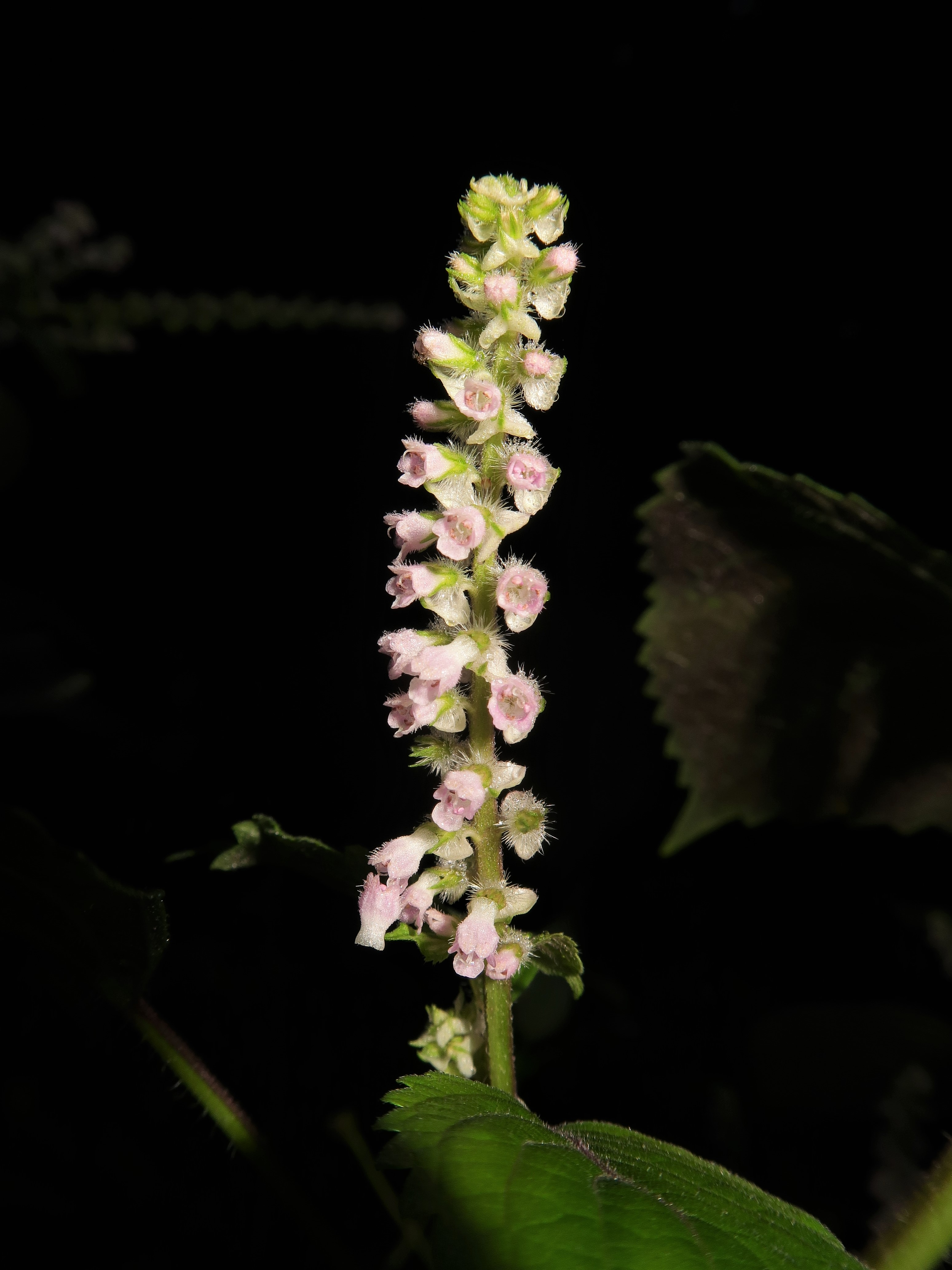
花柄の基部にある苞は縁が広い白色の部分がある。花冠は淡紅色。萼には長い軟毛と短毛が生える。9月下旬。
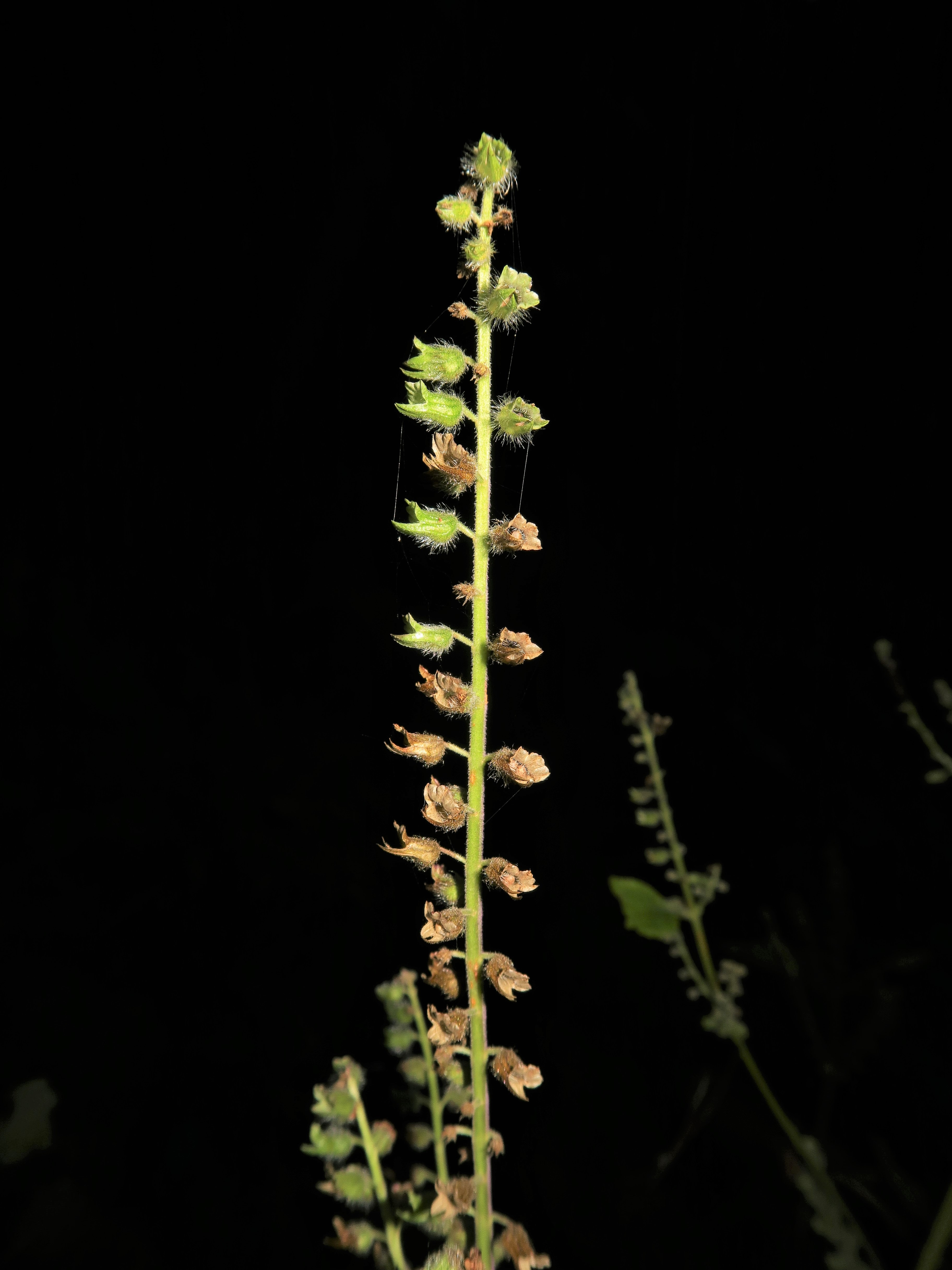
果実期の花穂。早落性の苞は脱落している。10月下旬。
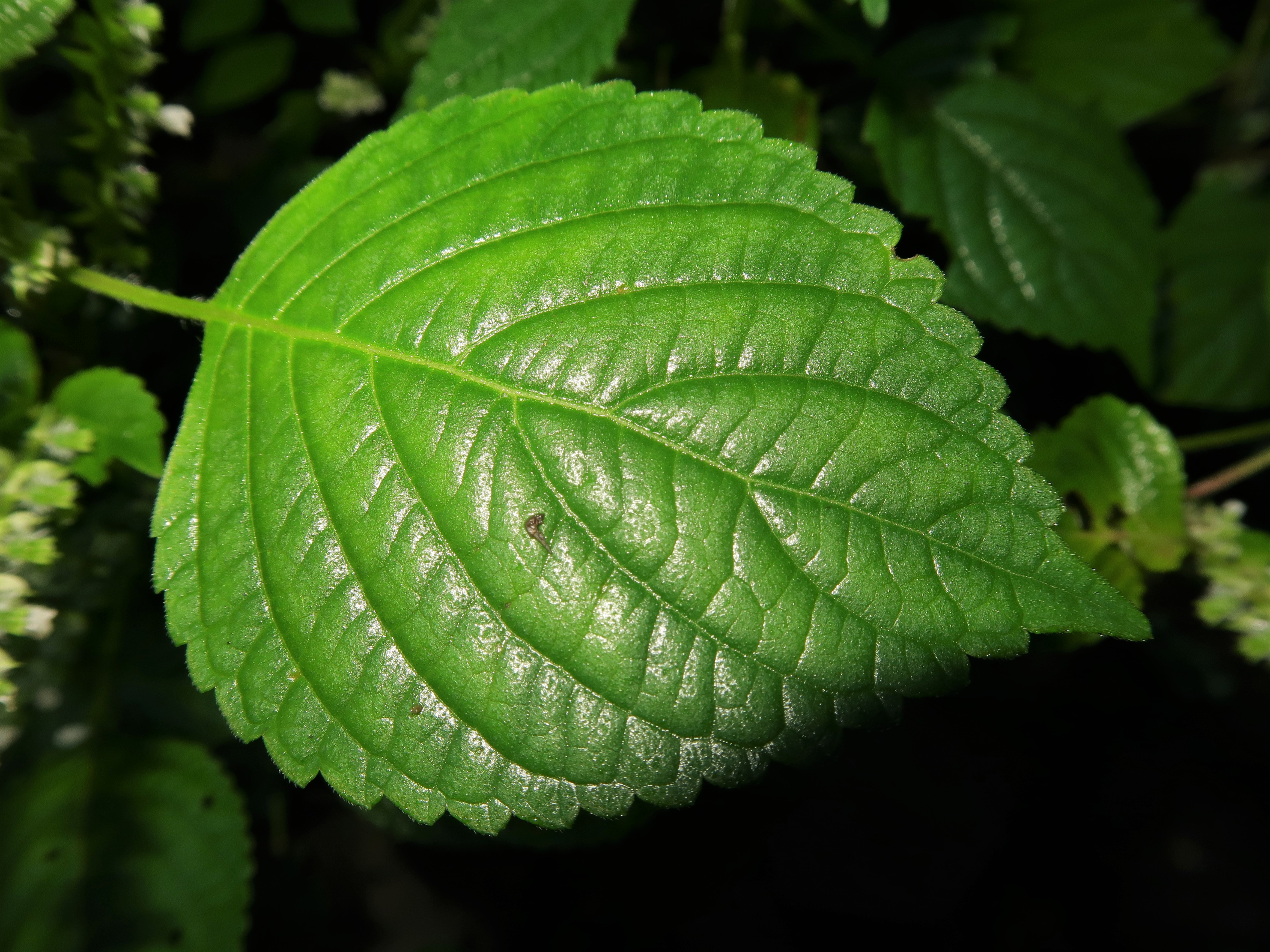
葉の表面。基部は円形になり、基部部分の鋸歯は曖昧になる。
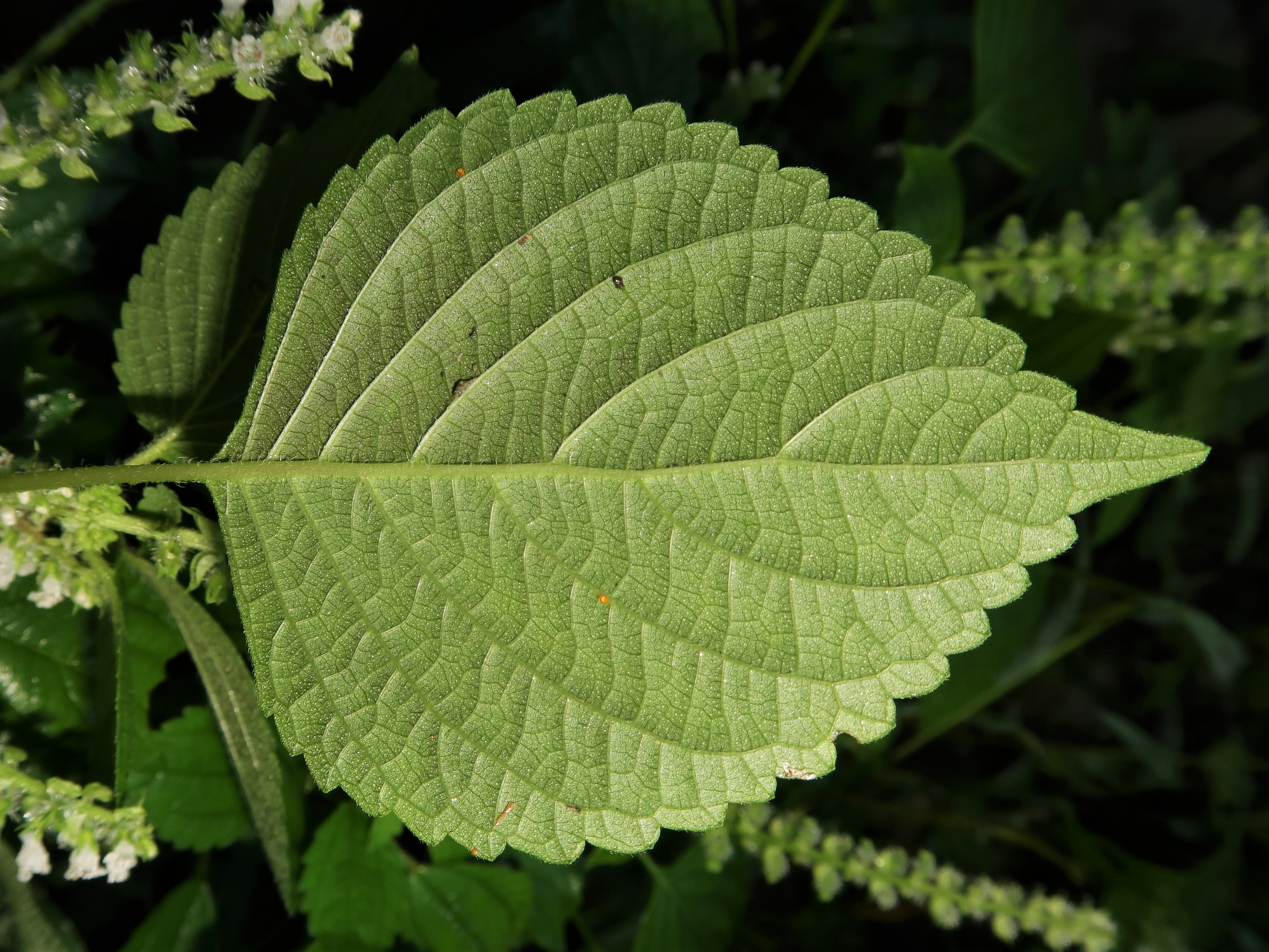
葉の裏面。腺点があり、裏面葉脈上に軟毛が生える。